# ムナフヒメドリ
ムナフヒメドリ (Spizella arborea)は、スズメ目ホオジロ科に分類される鳥類の一種。